# Eschdorf (Dresda)
Eschdorf è una parte dell'insediamento Schönefeld-Weißig, nei pressi di Dresda, in Germania.
Il luogo è di origine germanica e si estende lungo le rive del torrente Schullwitzbach, un affluente del fiume Wesenitz. La prima testimonianza del luogo risale al 1317, quando il paese era conosciuto con il nome di Eschwinsdorf, che rimandava Eschwin von Krosigh, colui che per primo suddivise il territorio del paese. Nel 1472 entrò a far parte dei domini della città di Wehlen. Dal 1547 al 1838 Eschdorf fu parte del distretto di Hohnstein, mentre dal 1838 al 1952 fu sotto l'amministrazione della città di Pirna. Entrò a far parte del Kreis di Dresda dopo la sua istituzione nel 1952 finché, nel 1996, fu annesso al nuovo circondario della Svizzera sassone. Il paese fu incorporato al territorio di Dresda nel 1999.
Nel 1832 Johann Gottlob von Quandt acquistò il titolo di signore del villaggio e nel 1840 si fece costruire una residenza signorile a Rossendorf, che allora faceva parte del territorio di Eschdorf.